# Praça XV de Novembro (Porto Alegre)

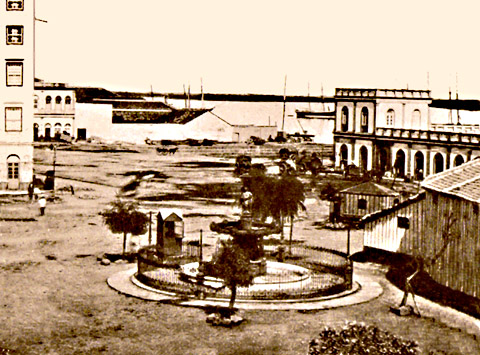
Luigi Terragno: A antiga Praça do Paraíso em 1877, com o Chafariz da Hidráulica Porto-Alegrense e com o Mercado Público ao fundo à direita. Uma das laterais da Doca do Carvão também pode ser observada.

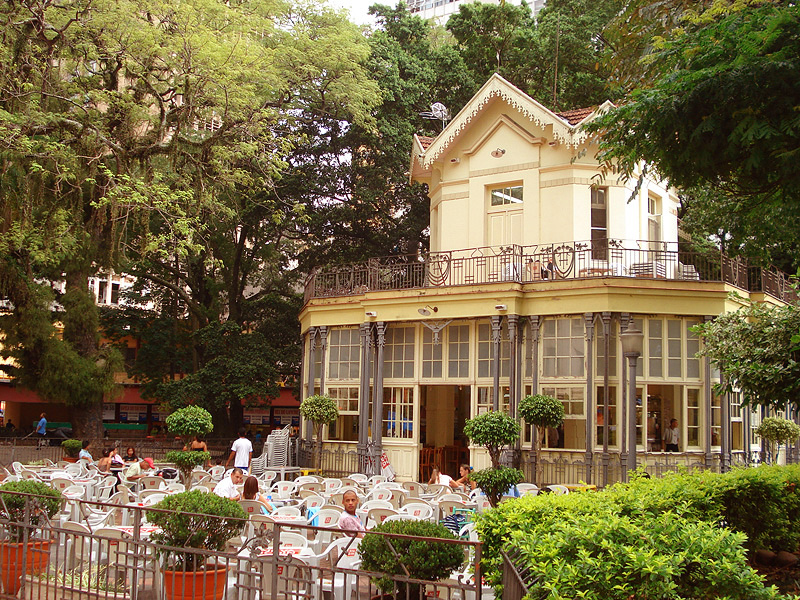
O Chalé da Praça XV

A Praça XV de Novembro é uma das mais antigas e tradicionais praças da cidade de Porto Alegre, capital do estado do Rio Grande do Sul.
O primeiro projeto de implantação de um logradouro público na área surgiu no início do século XIX, quando delimitou-se um largo à beira do Guaíba denominando-o informalmente de Praça do Paraíso, que não foi provido de qualquer urbanização, e cuja primeira referência oficial é encontrada nas Atas da Câmara Municipal de 6 de abril de 1811. O local, originalmente com 1199 braças quadradas (5 755,2 m²) tornou-se com o tempo ponto de comércio ambulante, com quitandas, bancas de peixe e outros mercados, e por volta de 1820 foi designado como um dos locais de depósito de lixo da cidade. 
A praça sofreria ocupação formal quando nela foi construído o primeiro Mercado Público de Porto Alegre, inaugurado em 1844, mas nesta época os arredores ainda não passavam de um lodaçal. O calçamento e outras obras de urbanização só começariam em função da atividade deste primeiro Mercado, cujo lado da antiga Rua de Bragança (atual Marechal Floriano) foi aterrado ainda em 1843, e os lados restantes em 1844. Entretanto isso não melhorou significativamente suas condições, já que no local também havia alguns ranchos para parada de carretas. 
A urbanização definitiva só se daria após 1869, quando o primeiro Mercado foi demolido e transferido para um pouco mais adiante, deixando seu espaço vago. Ao mesmo tempo seu nome foi alterado de Praça do Paraíso para Praça Conde D'Eu. Em 1870 o vereador José Antônio Rodrigues Ferreira apresentou uma proposta no sentido de ajardiná-la e calçá-la, e inclusive instalar nela um chalé para venda de refrescos e um coreto para apresentações da Banda Municipal. Mas este projeto não foi levado a cabo imediatamente, e a Praça foi usada como local de montagem de circos, sendo que o Circo Universal funcionou ali em um barracão de madeira até 1878. 
Em 13 de junho de 1879 finalmente a Câmara aprovou orçamento para construção de um jardim arborizado, cercado de um gradil de ferro e com quatro portões. Uma comissão foi formada para organizar as obras, reunindo uma soma de cinco contos de réis, e em 1880 os carreteiros são deslocados para a atual Praça Rui Barbosa e as árvores são plantadas, em 1881 é estendido o calçamento e aprovada a planta do primeiro chalé, e em 1882 são instalados lampiões a gás. A Praça foi finalmente inaugurada em 2 de dezembro desse ano. Em 1885 foi erguido o primeiro chalé para venda de sorvetes, e em 11 de dezembro de 1889 sua denominação foi novamente mudada para a que ainda hoje mantém, Praça XV de Novembro.
O antigo chalé foi substituído por um novo em 1911, o tradicional Chalé da Praça XV, ainda existente, e a praça sofreu redução de tamanho em 1928, a fim de se ampliarem as ruas laterais. Em 1929 foi instalado o primeiro abrigo coberto para bondes, no lado da rua Dr. José Montaury. Com a mudança no tráfego das linhas, e para melhor atender à população, o abrigo foi aumentado em 1935, e ainda está de pé, servindo atualmente para comércio miúdo e lancherias.
Em frente a praça, existiu o Edifício Malakoff, o primeiro arranha-céu de Porto Alegre.